# Ogovia ebenaui
Ogovia ebenaui är en fjärilsart som beskrevs av Pierre E.L. Viette 1965. Ogovia ebenaui ingår i släktet Ogovia och familjen nattflyn. Inga underarter finns listade i Catalogue of Life.